# Cruiser Mk IV
A Cruiser Mk IV (A13 Mk II) a Brit Szárazföldi Erők gyorsharckocsi-típusa volt a második világháború során.

## Fejlesztése
Nagy-Britannia elkezdett érdeklődni a gyors harckocsik iránt, miután a Vörös Hadsereg 1936-os manőverei során megfigyelte a szovjet BT harckocsikat. Ezek a harckocsik az amerikai J. Walter Christie tervei alapján készültek, és a Morris Motors csapatát az Egyesült Államokba küldték, hogy megvásároljanak egy Christie tankot és az építés jogait. A harckocsi A13E1 néven vált ismertté és 1936 végén szállították le, de a törzse túl kicsi volt, és ez egy második, brit gyártmányú prototípushoz vezetett.
Az A13E2-t a Vickers által tervezett Cruiser Tank MkI (A9) torony felszerelésére építették. Ez egy 40 mm-es Ordnance QF 2-pounder ágyút, és egy vízhűtéses Vickers géppuskát tartalmazott. Ezentúl jobb lánctalpat is kapott, amikkel a jármű a vizsgálatok során 64 km/h sebességet ért el rajtuk, de ezt később 30 48 km/h-ra szabályozták. Az A13E2 páncélzata 15 milliméter vastag volt, csakúgy mint a háború előtti gyors harckocsiké.
Az A13E3 volt az utolsó prototípus, amely a Cruiser Mk III gyártásához vezetett, amelynek 1939-ben kezdte meg gyártását a Nuffield Mechanization & Aero Limitednél, a Morris Motors leányvállalatánál. 65 harckocsi megrendelését adták le, és ebből harmincat le is gyártottak, de ekkor a hadügyi hivatal úgy döntött, hogy új, vastagabb páncélzatú modellt épít. Az Cruiser Mk IV maximális páncélvastagsága 30 milliméter volt, és csiszolt páncélzatot szereltek az eredeti torony oldalaira és hátuljára. Ez sokkal modernebb külsőt adott a tanknak; és néhány Mk III tartályt az Mk IV szabványnak megfelelően építettek át.
A franciaországi hadjárat során az A13 nem teljesített jól, mivel a kezelőszemélyzet kiképzése nem bizonyult eredményesnek. Sok Franciaországba szállított harckocsi rossz állapotban volt, és néhány annyira új volt, hogy létfontosságú alkatrészeik hiányoztak. Azonban sokkal jobban teljesített Észak-Afrika sivatagaiban, és jobban megbirkózott a feltételekkel mint néhány más harckocsi. Gyors volt, és megfelelően fel volt fegyverezve és páncélozva az olasz és német harckocsik ellen. Egészen 1941 végéig hatékony maradt, amikor a Panzer III és a Panzer IV újabb típusai vastagabb páncélzattal és erősebb fegyverekkel jelentek meg. Észak-Afrikában a páncéltörő ágyúk semmisítették meg a csatában elvesztett brit harckocsik túlnyomó részét; a német harckocsik, - a közhiedelemmel ellentétben - kevés brit veszteséget okoztak.
A Cruiser Mk IV-t két harckocsi váltotta fel, a Cruiser Mk V Covenanter, és az A15 Crusader. Az A13 Covenanter radikálisan eltért az eredeti A13 kialakítástól, és egy teljesen új harckocsit jelentett, bár a megbízhatósági kérdéseket csak a képzéshez használták. Az A15 Crusader megtartotta az eredeti Liberty motort, de minden más szempontból új kialakítás volt.

## Gyártása

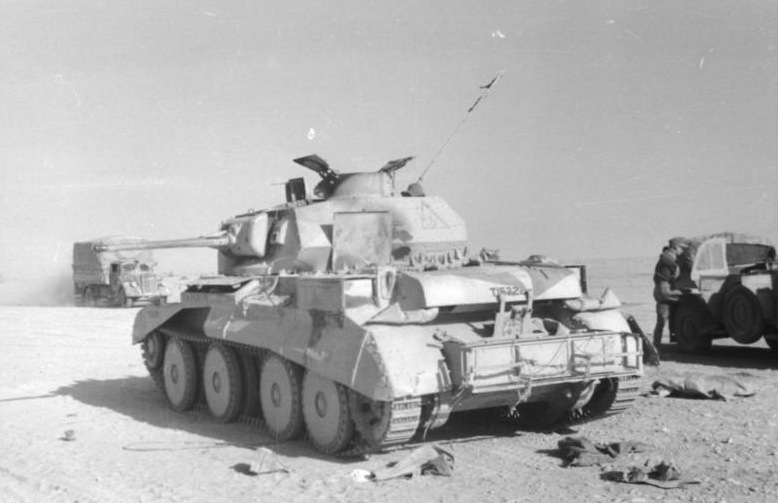
Egy kilőtt Cruiser Mk IV Észak-Afrikában.

- 65 Mk III-at épített a Nuffield, ebből párat Mk IV-gyé alakítottak
- 225-665 Mk IV és Mk IVA épült 1939-1941 között, a Nuffield, a Leyland, az English Electric és az LMS jóvoltából
- Mk IV CS nem épült
- Mk V, az LMS Railway újratervezte az A13-at és ennek az eredménye lett a Cruiser Mk V Covenanter

## Típusváltozatok

### Mk IVA / AC Mk IIA
A Vickers-géppuskát Besa géppuskára cserélték. Az Mk IVA új lövegpajzsot kapott, és a típust több gyárban, köztük az LMS Railway-ben építették. Ez volt a fő típus a sivatagban 1940 és 1942 között.

## Harctéri alkalmazása
1940-ben körülbelül 40 Cruiser Mk IV és Mk IVA kezdte meg a szolgálatot Franciaországban, a Brit Expedíciós Erő 1. Páncélos Hadosztályával. Legtöbbjüket Calais-ban hagyták el, és azt a néhány harckocsit, amely harcot látott, a túlerőben lévő német páncélosok megsemmísítették.
1940 októberétől a Crusiser Mk IVA típusú harckocsikat Észak-Afrikába küldték, ahol a régebbi A9-esek, Cruiser Mk I-k és Cruiser Mk II-k mellett használták őket. Az Cruiser Mk IV-esből sohasem állt rendelkezésre elegendő mennyiségű példány. Ez taktikai és ellátási nehézségeket okozott, de az A13-asak a legénység körében népszerűek voltak, és egyetlen hiányossága az volt, hogy a 2-pounder ágyúnak nem volt nagy rombolóerejű lövedéke. 
Mint valamennyi gyorsharckocsi, a Cruiser Mk IV is sebezhető volt a páncéltörő ágyúk által, amelyeket csak rövid hatótávolságú géppuska tüzekkel tudott ellensúlyozni. 
Az A13 általában megbízható volt, és ágyúja egészen 1941 végéig, az A13 szolgálatból való kivonásáig, használható volt a Tengelyhatalmak összes harckocsijával szemben. Szolgálatból kivonása után az A15 Crusader harckocsi váltotta le, amely egy vastagabb páncélzatú, kibővített A13 volt.
A németek a franciaországi hadjárat után kilenc Mk IV-es harckocsit zsákmányoltak, és a Barbarossa hadművelet során Panzer Abteilung (Flamm) .100 néven parancsnoki járműként használták fel újra.

### Fordítás
- Ez a szócikk részben vagy egészben  a   Cruiser Mk IV című angol Wikipédia-szócikk fordításán alapul.  Az eredeti cikk szerkesztőit annak laptörténete sorolja fel. Ez a jelzés csupán a megfogalmazás eredetét és a szerzői jogokat jelzi, nem szolgál a cikkben szereplő információk forrásmegjelöléseként.